# Burdziewicze
Burdziewicze (biał. Бурдзевічы, ros. Бурдевичи) – wieś na Białorusi, w obwodzie grodzieńskim, w rejonie korelickim, w sielsowiecie Żuchowicze.
Do 1939 leżały w Polsce, w województwie nowogródzkim, w powiecie stołpeckim.